# 朱顯
朱显，元朝真定（今河北省正定县）人。
从元世祖至元年间其祖父已经分家财。至朱显时代，他顾念其侄朱彦昉等年幼无恃，对弟弟朱耀说：“父子兄弟，本同一气，为什么要分开呢！”于是相会在祖墓前下拜，取出分家契券焚烧，重新同居。元英宗至治三年（1323年），州县将他的名字事迹上表，朝廷旌表其闾。